# Pomy, Vaud
Pomy är en ort och kommun i distriktet Jura-Nord vaudois i kantonen Vaud, Schweiz. Kommunen har 876 invånare (2023).